# Grand Prix Hassan II 2005 - Qualificazioni singolare
Le qualificazioni del singolare  del Grand Prix Hassan II 2005 sono state un torneo di tennis preliminare per accedere alla fase finale della manifestazione. I vincitori dell'ultimo turno sono entrati di diritto nel tabellone principale. In caso di ritiro di uno o più giocatori aventi diritto a questi sono subentrati i lucky loser, ossia i giocatori che hanno perso nell'ultimo turno ma che avevano una classifica più alta rispetto agli altri partecipanti che avevano comunque perso nel turno finale.
Le qualificazioni del torneo Grand Prix Hassan II 2005 prevedevano 32 partecipanti di cui 4 sono entrati nel tabellone principale.

## Teste di serie
1. Peter Luczak (ultimo turno)
2. Thierry Ascione (Qualificato)
3. Gilles Simon (Qualificato)
4. Marco Chiudinelli (ultimo turno)

1. Andreas Seppi (ultimo turno)
2. Marc Gicquel (Qualificato)
3. Michal Mertiňák (Qualificato)
4. Nicolas Devilder (secondo turno)

## Qualificati
1. Michal Mertiňák
2. Thierry Ascione

1. Gilles Simon
2. Marc Gicquel

## Tabellone

### Legenda
| - Q = Qualificato - WC = Wild card - LL = Lucky loser | - ALT = Alternate - SE = Special Exempt - PR = Protected Ranking | - w/o = Walkover - r = Ritirato - d = Squalificato |

### Sezione 1
|  | Primo turno      | Primo turno            | Primo turno            | Primo turno | Primo turno |  |  | Secondo turno | Secondo turno    | Secondo turno    | Secondo turno   | Secondo turno |   |   | Ultimo turno | Ultimo turno | Ultimo turno | Ultimo turno | Ultimo turno |  |
|  |                  |                        |                        |             |             |  |  |               |                  |                  |                 |               |   |   |              |              |              |              |              |  |
|  | 1                | Peter Luczak           | Peter Luczak           | 7           | 6           |  |  |               |                  |                  |                 |               |   |   |              |              |              |              |              |  |
|  |                  | František Čermák       | František Čermák       | 5           | 1           |  |  | 1             | Peter Luczak     | Peter Luczak     | 6               | 7             |   |   |              |              |              |              |              |  |
|  | Leonardo Tavares | Leonardo Tavares       | Leonardo Tavares       | 6           | 6           |  |  |               | Leonardo Tavares | Leonardo Tavares | 1               | 5             |   |   |              |              |              |              |              |  |
|  | Rabie Chaki      | Rabie Chaki            | Rabie Chaki            | 3           | 3           |  |  |               |                  |                  |                 |               |   |   | 1            | Peter Luczak | 7            | 0            | 4            |  |
|  | Rui Machado      | Rui Machado            | Rui Machado            | 6           | 6           |  |  |               |                  | 7                | Michal Mertiňák | 64            | 6 | 6 |              |              |              |              |              |  |
|  | Todor Enev       | Todor Enev             | Todor Enev             | 1           | 2           |  |  |               | Rui Machado      | Rui Machado      | 1               | 6(0)          |   |   |              |              |              |              |              |  |
|  | 7                | Michal Mertiňák        | Michal Mertiňák        | 7           | 6           |  |  | 7             | Michal Mertiňák  | Michal Mertiňák  | 6               | 7             |   |   |              |              |              |              |              |  |
|  |                  | Gabriel Trujillo Soler | Gabriel Trujillo Soler | 62          | 1           |  |  |               |                  |                  |                 |               |   |   |              |              |              |              |              |  |

### Sezione 2
|  | Primo turno          | Primo turno          | Primo turno          | Primo turno | Primo turno |  |  | Secondo turno | Secondo turno     | Secondo turno | Secondo turno     | Secondo turno     |   |   | Ultimo turno | Ultimo turno    | Ultimo turno    | Ultimo turno | Ultimo turno |  |
|  |                      |                      |                      |             |             |  |  |               |                   |               |                   |                   |   |   |              |                 |                 |              |              |  |
|  | 2                    | Thierry Ascione      | Thierry Ascione      | 6           | 7           |  |  |               |                   |               |                   |                   |   |   |              |                 |                 |              |              |  |
|  |                      | Željko Krajan        | Željko Krajan        | 0           | 5           |  |  | 2             | Thierry Ascione   | 6(1)          | 6                 | 6                 |   |   |              |                 |                 |              |              |  |
|  | Mariano Delfino      | Mariano Delfino      | Mariano Delfino      | 6           | 6           |  |  |               | Mariano Delfino   | 7             | 4                 | 2                 |   |   |              |                 |                 |              |              |  |
|  | Tomáš Cakl           | Tomáš Cakl           | Tomáš Cakl           | 2           | 3           |  |  |               |                   |               |                   |                   |   |   | 2            | Thierry Ascione | Thierry Ascione | 6            | 6            |  |
|  | Jaroslav Pospíšil    | Jaroslav Pospíšil    | Jaroslav Pospíšil    | 6           | 6           |  |  |               |                   |               | Jaroslav Pospíšil | Jaroslav Pospíšil | 4 | 3 |              |                 |                 |              |              |  |
|  | Sébastien de Chaunac | Sébastien de Chaunac | Sébastien de Chaunac | 1           | 2           |  |  |               | Jaroslav Pospíšil | 6             | 6                 | 7                 |   |   |              |                 |                 |              |              |  |
|  | 8                    | Nicolas Devilder     | 6                    | 2           | 7           |  |  | 8             | Nicolas Devilder  | 3             | 7                 | 64                |   |   |              |                 |                 |              |              |  |
|  |                      | Kristian Pless       | 3                    | 6           | 5           |  |  |               |                   |               |                   |                   |   |   |              |                 |                 |              |              |  |

### Sezione 3
|  | Primo turno          | Primo turno            | Primo turno            | Primo turno | Primo turno |  |  | Secondo turno | Secondo turno     | Secondo turno     | Secondo turno | Secondo turno |   |   | Ultimo turno | Ultimo turno | Ultimo turno | Ultimo turno | Ultimo turno |  |
|  |                      |                        |                        |             |             |  |  |               |                   |                   |               |               |   |   |              |              |              |              |              |  |
|  | 3                    | Gilles Simon           | Gilles Simon           | 6           | 6           |  |  |               |                   |                   |               |               |   |   |              |              |              |              |              |  |
|  |                      | Ali El Alaoui          | Ali El Alaoui          | 0           | 4           |  |  | 3             | Gilles Simon      | Gilles Simon      | 6             | 6             |   |   |              |              |              |              |              |  |
|  | Marko Neunteibl      | Marko Neunteibl        | Marko Neunteibl        | 6           | 6           |  |  |               | Marko Neunteibl   | Marko Neunteibl   | 3             | 1             |   |   |              |              |              |              |              |  |
|  | Mehdi Ziadi          | Mehdi Ziadi            | Mehdi Ziadi            | 2           | 4           |  |  |               |                   |                   |               |               |   |   | 3            | Gilles Simon | Gilles Simon | 6            | 7            |  |
|  | Marcel Granollers    | Marcel Granollers      | 6                      | 4           | 7           |  |  |               |                   | 5                 | Andreas Seppi | Andreas Seppi | 1 | 5 |              |              |              |              |              |  |
|  | Jean-Claude Scherrer | Jean-Claude Scherrer   | 2                      | 6           | 5           |  |  |               | Marcel Granollers | Marcel Granollers | 2             | 3             |   |   |              |              |              |              |              |  |
|  | 5                    | Andreas Seppi          | Andreas Seppi          | 6           | 6           |  |  | 5             | Andreas Seppi     | Andreas Seppi     | 6             | 6             |   |   |              |              |              |              |              |  |
|  |                      | Jean-Christophe Faurel | Jean-Christophe Faurel | 2           | 0           |  |  |               |                   |                   |               |               |   |   |              |              |              |              |              |  |

### Sezione 4
|  | Primo turno        | Primo turno        | Primo turno        | Primo turno | Primo turno |  |  | Secondo turno | Secondo turno      | Secondo turno  | Secondo turno | Secondo turno |   |   | Ultimo turno | Ultimo turno      | Ultimo turno | Ultimo turno | Ultimo turno |  |
|  |                    |                    |                    |             |             |  |  |               |                    |                |               |               |   |   |              |                   |              |              |              |  |
|  | 4                  | Marco Chiudinelli  | Marco Chiudinelli  | 6           | 6           |  |  |               |                    |                |               |               |   |   |              |                   |              |              |              |  |
|  |                    | Saša Tuksar        | Saša Tuksar        | 2           | 1           |  |  | 4             | Marco Chiudinelli  | 5              | 6             | 7             |   |   |              |                   |              |              |              |  |
|  | Arnaud Di Pasquale | Arnaud Di Pasquale | Arnaud Di Pasquale | 7           | 6           |  |  |               | Arnaud Di Pasquale | 7              | 3             | 5             |   |   |              |                   |              |              |              |  |
|  | Ilija Kušev        | Ilija Kušev        | Ilija Kušev        | 6(0)        | 4           |  |  |               |                    |                |               |               |   |   | 4            | Marco Chiudinelli | 7            | 2            | 2            |  |
|  | Reda El Amrani     | Reda El Amrani     | Reda El Amrani     | 6           | 6           |  |  |               |                    | 6              | Marc Gicquel  | 5             | 6 | 6 |              |                   |              |              |              |  |
|  | Markus Hipfl       | Markus Hipfl       | Markus Hipfl       | 4           | 2           |  |  |               | Reda El Amrani     | Reda El Amrani | 0             | 1             |   |   |              |                   |              |              |              |  |
|  | 6                  | Marc Gicquel       | Marc Gicquel       | 6           | 7           |  |  | 6             | Marc Gicquel       | Marc Gicquel   | 6             | 6             |   |   |              |                   |              |              |              |  |
|  |                    | Mounir El Aarej    | Mounir El Aarej    | 1           | 5           |  |  |               |                    |                |               |               |   |   |              |                   |              |              |              |  |